# لاگوآ بونیتا دو سول
لاگوآ بونیتا دو سول (به پرتغالی: Lagoa Bonita do Sul) یک منطقهٔ مسکونی در برزیل است که در ریو گرانده جنوبی واقع شده‌است. لاگوآ بونیتا دو سول ۲٬۹۲۱ نفر جمعیت دارد.